# Claudia Nystad
Claudia Nystad, född Künzel 1 februari 1978 i Zschopau i Östtyskland, är en tysk längdskidåkare. Hon är idrottssoldat med fanjunkares grad i Bundeswehr. 

## Idrottskarriär
Nystad var med i det framgångsrika tyska stafettlaget som vann guld både vid OS i Salt Lake City och vid VM året efter i Val di Fiemme. De flesta av hennes framgångar i mästerskap och i världscupen har kommit i sprint. I stafetten vid olympiska vinterspelen 2014 vann Nystad brons tillsammans med Stefanie Böhler, Nicole Fessel och Denise Herrmann.